# 余孝頃
余孝頃（？—567年3月5日），豫章新吳人，南北朝南梁、南陳官員，但史書並未為他單獨列傳。
余孝頃最初的記載見於南梁大寶二年（551年）正月，他舉兵拒守侯景，侯景就派慶攻打他，但失敗；到六月時擔任巴州刺史余孝頃就派侄子余僧重發兵救鄱陽，於是于慶退走。到梁元帝繼位，他在承聖二年（553年）五月帶領萬名士兵到長沙和王僧辯會合，王僧辯被陳霸先誅殺後跟隨其部將王琳，為新吳洞主，轉任豫章太守。紹泰二年（556年），王琳派他和李孝欽等人從臨川攻打周迪，又在新吳縣立下欄柵拒守侯瑱；侯瑱派他的堂弟侯奫鎮守豫章，討伐余孝頃，唯久攻不下，就建造長堤防守。太平二年（557年）二月，廣州刺史蕭勃舉兵作亂，改任南江州刺史的他出兵會合蕭勃從子蕭孜，留下弟弟余孝勱守郡城，出自豫章據守石頭城；陳霸先命令周文育、侯安都征討。余孝頃有小船三百艘、百餘艘戰艦在上牢，周文育燒毀自己在豫章郡立下的欄柵假裝退後，令他沒有防備，於是周文育偷襲蕭勃軍隊，生擒主將傅泰，令蕭勃部眾崩潰。他和蕭孜仍然佔據石頭，陳霸先遣派侯安都協助征討；侯安都燒毀余孝頃的戰艦，與周文育從水陸兩路夾擊，他又很快斷侯安都後路，而侯安都就伐木前進，最後蕭孜投降，他則退至新吳，派兒子為人質到丞相府投降。
南陳永定二年（558年）正月，余孝頃派僧人道林遊說王琳出兵，王琳就差遣輕車將軍樊猛、平南將軍李孝欽和平東將軍劉廣德等八千名士兵前往，讓他總督三將在臨川屯駐，又向周迪徵兵糧，看周迪的行動。四個月後余孝頃等二萬人軍隊在工塘連下八城進逼周迪，周迪害怕就求和，送兵糧到余孝頃處。樊猛等人打算接受盟約返回，但他貪圖利益而不准許，樹下圍欄包圍周迪，自此由樊猛等人與余孝頃開始不和。七月，高州刺史黃法𣰋、吳興太守沈恪、寧州刺史周敷一同營救兵救周迪，周敷從臨川郡截斷江口，分散兵力攻打余孝頃別城，他棄船步走，周迪追擊，生擒李孝欽、樊猛和他，由陸山才從都陽送余孝頃及李孝欽到建康，樊猛就返回王琳處，但他的弟弟余孝勱和兒子余公揚仍舊佔據舊柵。之後余孝頃歸順南陳，於天嘉四年（563年）任職益州刺史、領信義太守期間獲徵任為假節、信威將軍、都督會稽、東陽、臨海、永嘉諸軍事，從東道會合章昭達討伐陳寶應，之後自臨海襲擊晉安。到光大元年（567年），余孝頃卻因謀反在宣毅將軍、南豫州刺史官位上被殺。

## 引用
1. ↑  《陳書·廢帝紀》：二月辛亥，宣毅將軍、南豫州刺史余孝頃謀反伏誅。
2. 1 2  《梁書·卷六·本紀第六》：（太平二年二月庚午）太保、廣州刺史蕭勃舉兵反，遣偽帥歐陽頠、傅泰、勃從子孜爲前軍，南江州刺史余孝頃以兵會之。詔平西將軍周文育、平南將軍侯安都等率衆軍南討。……三月庚子，文育前軍丁法洪于蹠口生俘傅泰。蕭孜、余孝頃軍退走。……（夏四月）戊戌，侯安都進軍，余孝頃棄軍走，蕭孜請降，豫章平。……（五月）戊辰，余孝頃遣使詣丞相府乞降。
3. 1 2  《資治通鑑·卷一百六十四·梁紀二十》：（大寶二年）春，正月，新吳余孝頃舉兵拒侯景，景遣于慶攻之，不克。……（六月乙巳）巴州刺史余孝頃遣兄子僧重將兵救鄱陽，于慶退走。
4. 1 2  《陳書·卷三·本紀第三》：（天嘉四年十二月景［丙］申）詔護軍將軍章昭達進軍建安，以討陳寶應。信威將軍、益州刺史余孝頃督會稽、東陽、臨海、永嘉諸軍自東道會之。
5. ↑  《資治通鑑·卷一百六十五·梁紀二十一》：（承聖二年五月）庚辰，巴州刺史余孝頃將兵萬人會王僧辯於長沙。
6. 1 2  《陳書·卷三十五·列傳第二十九》：紹泰二年……王琳遣李孝欽等隨余孝頃於臨川攻周迪……高祖受禪，王琳東下……琳至湓城，新吳洞主余孝頃舉兵應琳。琳以為南川諸郡可傳檄而定，乃遣其將李孝欽、樊猛等南征糧餉。猛等與余孝頃相合，眾且二萬，來趨工塘，連八城以逼迪。（周）迪使周敷率眾頓臨川故郡，截斷江口，因出與戰，大敗之，屠其八城，生擒李孝欽、樊猛、余孝頃送于京師，收其軍實，器械山積，并虜其人馬，迪並自納之。
7. ↑  《陳書·卷九·列傳第三》：初，余孝頃為豫章太守，及（侯）瑱鎮豫章，乃於新吳縣別立城柵，與瑱相拒。瑱留軍人妻子於豫章，令從弟奫知後事，悉红以攻孝頃。
8. ↑  《資治通鑑·卷一百六十六·梁紀二十二》：（紹泰二年七月丙子）初，余孝頃為豫章太守，侯瑱鎮豫章，孝頃於新吳縣別立城柵，與瑱相拒。瑱使其從弟奫守豫章，悉眾攻孝頃，久不克，築長圍守之。
9. ↑  《陳書·卷一·本紀第一》：（太平二年）二月庚午，蕭勃舉兵……南江州刺史余孝頃起兵應勃，高祖命周文育、侯安都率红討平之。
10. ↑  《陳書·卷八·列傳第二》：廣州刺史蕭勃舉兵踰嶺，詔（周）文育督红軍討之。時新吳洞主余孝頃舉兵應勃，遣其弟孝勱守郡城，自出豫章，據于石頭。勃使其子孜將兵與孝頃相會……官軍船少，孝頃有舴艋三百艘、艦百餘乘在上牢，文育遣軍主焦僧度、羊柬潛軍襲之，悉取而歸，仍於豫章立柵。……於是文育分遣老小乘故船舫，沿流俱下，燒豫章郡所立柵，偽退。孝頃望之，大喜，因不設備。文育由間道兼行，信宿達芊韶。芊韶上流則歐陽頠、蕭勃，下流則傅泰、余孝頃，文育據其中間，築城饗士，賊徒大駭。……蕭孜、余孝頃猶據石頭，高祖遣侯安都助文育攻之，孜降文育，孝頃退走新吳……唯余孝頃與勃子孜猶據豫章之石頭，作兩城，孝頃與孜各據其一，又多設船艦，夾水而陣。（侯）安都至，乃銜枚夜燒其艦。文育率水軍，安都領步騎，登岸結陣。孝頃俄斷後路，安都乃令軍士多伐松木，嵳柵，列營漸進，頻戰屢克，孜乃降。孝頃奔歸新吳，請入子為質，許之。
11. ↑  《陳書·卷十三·列傳第七》：高祖受禪，王琳據有上流，余孝頃與琳黨李孝欽等共圍周迪，（周）敷大致人馬以助於迪。迪擒孝頃等，敷功居多。
12. 1 2  《資治通鑑·卷一百六十七·陳紀一》：（永定二年正月）新吳洞主余孝頃遣沙門道林說琳曰：「周迪、黃法𣰋皆依附金陵，陰窺間隙，大軍若下，必為後患；不如先定南川，然後東下，孝頃請席捲所部以從下吏。」琳乃遣輕車將軍樊猛、平南將軍李孝欽、平東將軍劉廣德將兵八千赴之，使孝頃總督三將，屯於臨川故郡，徵兵糧於迪，以觀其所為。……五月，癸巳，余孝頃等且二萬軍於工塘，連八城以逼周迪。迪懼，請和，並送兵糧。樊猛等欲受盟而還；孝頃貪其利，不許，樹柵圍之。由是猛等與孝頃不協。……（七月戊戌）高州刺史黃法𣰋、吳興太守沈恪、寧州刺史周敷合兵救周迪。敷自臨川故郡斷江口，分兵攻余孝頃別城……孝頃等皆棄舟引兵步走，迪追擊，盡擒之，送孝頃及李孝欽於建康，歸樊猛於王琳。……（十月辛酉）余孝頃之弟孝勱及子公揚猶據舊柵不下……
13. ↑  《陳書·卷二·本紀第二》：（永定二年七月）己亥，江州刺史周迪擒王琳將李孝欽、樊猛、余孝頃于工塘。
14. ↑  《陳書·卷十三·列傳第七》：高祖受禪，王琳據有上流，余孝頃與琳黨李孝欽等共圍周迪，（周）敷大致人馬以助於迪。迪擒孝頃等，敷功居多。
15. ↑  《陳書·卷十八·列傳第十二》：周迪擒余孝頃、李孝欽等，遣（陸）山才自都陽之樂安嶺東道送于京師。
16. ↑  《北齊書·卷三十二·補列傳第二四》：陳霸先旣殺王僧辯，推立敬帝，以侍中司空徵。（王）琳不從命，乃大營樓艦，將圖義舉。……江南渠帥熊曇朗、周迪懷貳，琳遣李孝欽、樊猛與余孝頃同討之。
17. ↑  《陳書·卷三十五·列傳第二十九》：及都督章昭達於東興、南城破迪，世祖因命昭達都督眾軍，由建安南道渡嶺，又命益州刺史領信義太守余孝頃都督會稽、東陽、臨海、永嘉諸軍自東道會之，以討（陳）寶應……假節、信威將軍、都督東討諸軍事、益州刺史余孝頃……昭達既剋周迪，踰東興嶺，頓于建安，余孝頃又自臨海道襲于晉安……
18. ↑  《資治通鑑·卷一百六十九·陳紀三》：（天嘉四年十二月丙申）章昭達進軍度嶺，趣建安，討陳寶應，詔益州刺史余孝頃督會稽、東陽、臨海、永嘉諸軍自東道會之。……（天嘉五年十月癸酉）陳寶應據建安、晉安二郡，水陸為柵，以拒章昭達。……方合戰，上遣將軍余孝頃自海道適至，並力乘之。
19. ↑  《陳書·卷四·本紀第四》：（光大元年）二月辛亥，宣毅將軍、南豫州刺史余孝頃謀反伏誅。
20. ↑  《資治通鑑·卷一百七十·陳紀四》：（光大元年二月）辛亥，南豫州刺史余孝頃坐謀反誅。